# Телеуов, Нурхайыр
Нурхаир Телеуов (20 февраля 1929, Казталовский район, Западно-Казахстанская область, Казахская ССР, СССР — 2020) — журналист, ветеран труда. Заслуженный работник культуры Казахской ССР. Лауреаты премии Союза журналистов Казахстана. Почётный журналист Казахстана.

## Биография
Родился 20 февраля 1929 года в в Казталовском районе, Западно-Казахстанская область.
В 1947 году поступил на факультет журналистики Казахского государственного университета имени Кирова.
В 1958 году, после ЦК КПСС, он был принят в качестве слушателя в Высшей партийной школе в Москве. Вернувшись из Москвы в 1960 году, он работал начальником отдела идеологии в областной газете в Уральске.
В 1962 году, благодаря созданию Западно-Казахстанской области, его пригласили работать в отдел идеологии Партийного комитета.
В 1964 году — заместитель председателя регионального комитета радиотелеграфа.

## Награды
- Заслуженный работник культуры Казахской ССР
- Два Орден Трудового Красного Знамени
- Два Орден «Знак Почёта»
- Медаль «За освоение целинных земель»
- Медаль «Ветеран труда»
- Медаль «За доблестный труд в Великой Отечественной войне 1941—1945 гг.» (1944)
- Медаль «В ознаменование 100-летия со дня рождения Владимира Ильича Ленина» (1970)
- 2001 — Медаль «10 лет независимости Республики Казахстан»
- 2004 — Медаль «50 лет Целине»
- 2011 — Медаль «20 лет независимости Республики Казахстан»
- 2016 — Медаль «25 лет независимости Республики Казахстан»
- Лауреаты премии Союза журналистов Казахстана
- Почетный журналист Казахстана